# Enhydridiplostomum fosteri
Enhydridiplostomum fosteri är en plattmaskart. Enhydridiplostomum fosteri ingår i släktet Enhydridiplostomum och familjen Diplostomatidae. Inga underarter finns listade i Catalogue of Life.